# Coscinaraea hahazimaensis
Espèce
Statut CITES
Coscinaraea hahazimaensis est une espèce de coraux appartenant à la famille des Coscinaraeidae.